# Llista de missions d'exploració de cometes
A continuació es presenta una llista de les missions d'exploració de cometes, ordenades cronològicament i per cometa estudiat:

## 1P/Halley
| Missió   | Llançament             | Data de l'estudi | Objectiu | Resultat |
| -------- | ---------------------- | ---------------- | -------- | -------- |
| ICE      | 12 d'agost de 1978     | Març de 1986     | Sobrevol | Èxit.    |
| Giotto   | 2 de juliol de 1985    | Març de 1986     | Sobrevol | Èxit.    |
| Vega 1   | 15 de desembre de 1984 | Març de 1986     | Sobrevol | Èxit.    |
| Vega 2   | 21 de desembre de 1984 | Març de 1986     | Sobrevol | Èxit.    |
| Sakigake | 7 de gener de 1985     | Març de 1986     | Sobrevol | Èxit.    |
| Suisei   | 18 d'agost de 1985     | Març de 1986     | Sobrevol | Èxit.    |

## 2P/Encke
| Missió  | Llançament          | Data de l'estudi | Objectiu | Resultat            |
| ------- | ------------------- | ---------------- | -------- | ------------------- |
| CONTOUR | 3 de juliol de 2002 | -                | Sobrevol | Pèrdua de contacte. |

## 6P/d'Arrest
| Missió  | Llançament          | Data de l'estudi | Objectiu | Resultat            |
| ------- | ------------------- | ---------------- | -------- | ------------------- |
| CONTOUR | 3 de juliol de 2002 | -                | Sobrevol | Pèrdua de contacte. |

## 9P/Tempel
| Missió      | Llançament          | Data de l'estudi | Objectiu                   | Resultat |
| ----------- | ------------------- | ---------------- | -------------------------- | -------- |
| Deep Impact | 12 de gener de 2005 | Juliol de 2005   | Sobrevol + sonda d'impacte | Èxit.    |

## 19P/Borrelly
| Missió       | Llançament           | Data de l'estudi | Objectiu | Resultat |
| ------------ | -------------------- | ---------------- | -------- | -------- |
| Deep Space 1 | 24 d'octubre de 1998 | Setembre de 2001 | Sobrevol | Èxit.    |

## 21P/Giacobini-Zinner
| Missió   | Llançament         | Data de l'estudi | Objectiu | Resultat |
| -------- | ------------------ | ---------------- | -------- | -------- |
| ICE      | 12 d'agost de 1978 | Juny de 1985     | Sobrevol | Èxit.    |
| Sakigake | 7 de gener de 1985 | Novembre de 1998 | Sobrevol | Fallada. |
| Suisei   | 18 d'agost de 1985 | Novembre de 1998 | Sobrevol | Fallada. |

## 26P/Grigg-Skjellerup
| Missió | Llançament          | Data de l'estudi | Objectiu | Resultat |
| ------ | ------------------- | ---------------- | -------- | -------- |
| Giotto | 2 de juliol de 1985 | Juliol de 1992   | Sobrevol | Èxit.    |

## 67P/Txuriúmov-Herassimenko
| Missió  | Llançament        | Data prevista de l'estudi | Objectiu                            | Resultat |
| ------- | ----------------- | ------------------------- | ----------------------------------- | -------- |
| Rosetta | 2 de març de 2004 | 2014                      | Sonda orbital + sonda de superfície | -        |

## 73P/Schwassmann-Wachmann
| Missió  | Llançament          | Data de l'estudi | Objectiu | Resultat            |
| ------- | ------------------- | ---------------- | -------- | ------------------- |
| CONTOUR | 3 de juliol de 2002 | -                | Sobrevol | Pèrdua de contacte. |

## 81P/Wild 2
| Missió   | Llançament          | Data de l'estudi | Objectiu                     | Resultat |
| -------- | ------------------- | ---------------- | ---------------------------- | -------- |
| Stardust | 7 de febrer de 1999 | Gener de 2004    | Sobrevol + retorn de mostres | Èxit.    |